# Merriam-Streifenhörnchen
Das Merriam-Streifenhörnchen (Tamias merriami, Syn.: Neotamias merriami) ist eine Hörnchenart aus der Gattung der Streifenhörnchen (Tamias). Es kommt im Süden des amerikanischen Bundesstaates Kalifornien bis in den äußersten Norden Mexikos vor.

## Merkmale
Das Merriam-Streifenhörnchen erreicht eine durchschnittliche Kopf-Rumpf-Länge von etwa 13,0 bis 13,5 Zentimetern, die Schwanzlänge beträgt etwa 10,5 bis 11,5 Zentimeter und das Gewicht etwa 68 bis 72 Gramm. Der Schwanz ist mit einer Länge von bis zu 97 % der Kopf-Rumpf-Länge im Vergleich mit anderen Arten verhältnismäßig lang. Wie bei anderen Arten der Gattung ist das Fell Braun bis Zimtbraun und auf dem Rücken befinden sich mehrere dunkle Rückenstreifen, die durch hellere Streifen getrennt und gegenüber den Körperseiten abgegrenzt sind. Dabei handelt es sich um vier graue und fünf braune Streifen, wobei die äußersten Streifen deutlich kürzer sind und die Streifen alle etwa gleich breit sind. Die Tiere haben lange schmale Ohren und einen weißen Bauch.

## Verbreitung

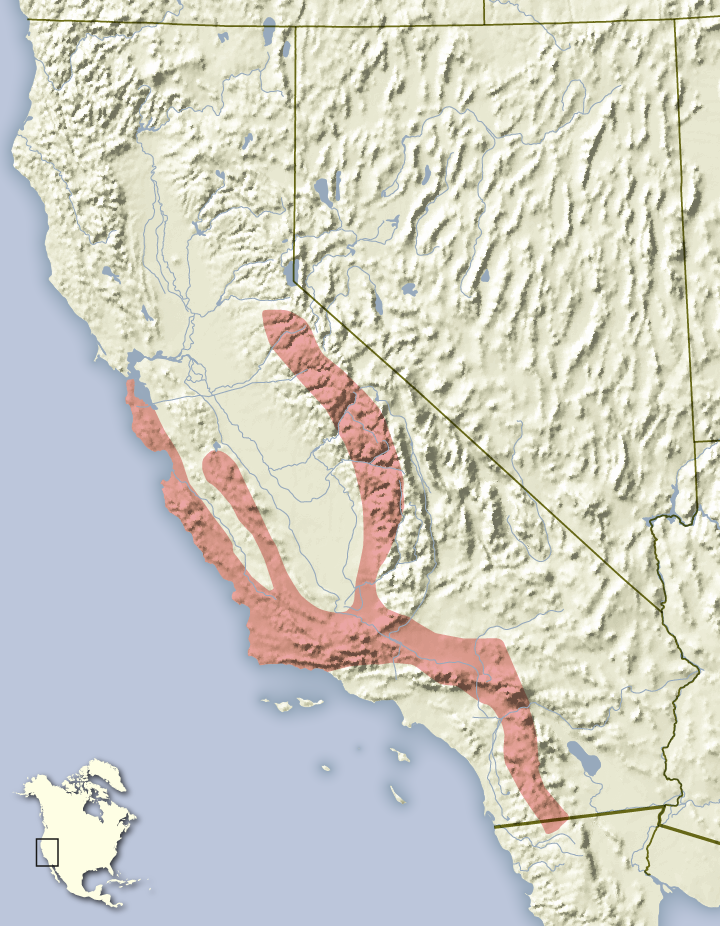
Verbreitungsgebiet des Merriam-Streifenhörnchens

Das Merriam-Streifenhörnchen kommt im Süden des amerikanischen Bundesstaates Kalifornien bis in den äußersten Norden Mexikos vor. Dabei reicht das Verbreitungsgebiet in der kalifornischen Sierra Nevada von der Region südlich von San Francisco und von Columbia nach Süden bis in den äußersten Norden von Baja California.

## Lebensweise
Merriam-Streifenhörnchen leben in verschiedenen Lebensräumen ihres Verbreitungsgebietes von Meereshöhe bis in Höhen von 2940 Meter. Sie kommen vor allem in gebüschigen Zonen des Chaparral vor, häufig assoziiert mit Kiefern- und Eichenbeständen. Wichtige Faktoren der Lebensräume sind abgeworfenes Laub und Steine am Boden.
Die Art ist tagaktiv mit Aktivitätsmaxima am Morgen und am Nachmittag. Sie ist primär bodenlebend, kann jedoch auch in Bäume und Gebüsche klettern. Die Tiere ernähren sich vor allem herbivor von Samen, Früchten und Nüssen sowie seltener auch von Insekten und kleinen Wirbeltieren. Den Hauptbestandteil machen Eicheln und Kiefernsamen aus, in einigen Jahren werden das ganze Jahr Eicheln gefressen. Merriam-Streifenhörnchen sind in der Regel das ganze Jahr aktiv und überwintern nicht, nur in den Höhenlagen kommt es zu einer Ruhephase. Das Nest legen die Tiere in Felsspalten am Boden oder in Baumhöhlen an, wobei letztere überwiegen. Die Verstecke und auch Nisthöhlen stammen dabei häufig von anderen Tieren, vor allem Spechten, Gebirgs-Taschenratten (Thomomys) oder anderen Erdhörnchen.

## Systematik
Das Merriam-Streifenhörnchen wird als eigenständige Art innerhalb der Gattung der Streifenhörnchen (Tamias) eingeordnet, die aus 25 Arten besteht. Die wissenschaftliche Erstbeschreibung stammt von dem amerikanischen Naturforscher Joel Asaph Allen aus dem Jahr 1889, der die Art als Unterart des Burunduk unter dem Namen Tamias asiaticus merriami beschrieb. Er nutzte Individuen aus den San Bernardino Mountains nördlich von San Bernardino im San Bernardino County, Kalifornien, aus einer Höhe von 1372 Metern zur Erstbeschreibung und benannte die Unterart nach Clinton Hart Merriam. Im Folgejahr 1890 betrachtete Allen es bereits als eigene Art. Innerhalb der Streifenhörnchen wird das Merriam-Streifenhörnchen gemeinsam mit den meisten anderen Arten der Untergattung Neotamias zugeordnet, die auch als eigenständige Gattung diskutiert wird, wobei das Merriam-Streifenhörnchen als Typusart genommen wurde.
Innerhalb der Art werden mit der Nominatform drei Unterarten unterschieden:
- Tamias merriami merriami: Nominatform; Das Verbreitungsgebiet reicht in Kalifornien von der südlichen Sierra Nevada und entlang der Küste bis in das nördliche Mexiko. Nördlich schließt sich das Verbreitungsgebiet von Tamias merriami pricei an. Die Fellfarbe ist heller als die von Tamias merriami pricei und dunkler als die von Tamias merriami kernensis.
- Tamias merriami kernensis: Die Unterart ist auf einen schmalen Streifen in den trockenen Kiefernwäldern des Kern Basin und den südlichsten Teil der Sierra Nevada beschränkt. Die Fellfarbe ist blass, die Streifen sind vor allem im Winterfell nur undeutlich ausgeprägt.
- Tamias merriami pricei: Die Unterart wurde 1895 als eigenständige Art Tamias pricei von Joel Asaph Allen beschrieben.[5] Sie kommt im Küstenbereich Kaliforniens bis etwa 125 Kilometer südlich von San Francisco vor. Es handelt sich um die größte und dunkelste Unterart, der Schwanz ist bei ihr besonders lang ausgebildet.

## Status, Bedrohung und Schutz
Das Merriam-Streifenhörnchen wird von der International Union for Conservation of Nature and Natural Resources (IUCN) als „nicht gefährdet“ (Least Concern, LC) eingeordnet. Begründet wird dies durch das große Verbreitungsgebiet und die angenommen großen Bestände. Bestandsgefährdende Risiken sind nicht bekannt.

## Belege
1. 1 2 3 4 5 6  Richard W. Thorington Jr., John L. Koprowski, Michael A. Steele: Squirrels of the World. Johns Hopkins University Press, Baltimore MD 2012; S. 324–325. ISBN 978-1-4214-0469-1
2. 1 2 3  Neotamias merriami in der Roten Liste gefährdeter Arten der IUCN 2015.4. Eingestellt von: A.V. Linzey, R. Timm, S.T. Álvarez-Castañeda, I. Castro-Arellano, T. Lacher, 2008. Abgerufen am 13. Juni 2016.
3. 1 2  Tamias (Neotamias) merriami In: Don E. Wilson, DeeAnn M. Reeder (Hrsg.): Mammal Species of the World. A taxonomic and geographic Reference. 2 Bände. 3. Auflage. Johns Hopkins University Press, Baltimore MD 2005, ISBN 0-8018-8221-4.
4. 1 2  Joel Asaph Allen, Audley Cecil Buller: Notes on a collection of mammals from southern Mexico, with descriptions of new species of the genera Sciurus, Tamias and Sigmodon. Bulletin of the American Museum of Natural History v. 2, article 16, 1889; S. 176–178. (Digitalisat)
5. 1 2 3  Troy L. Best, Nancy J. Granai: Tamias merriami. (Memento des Originals vom 15. März 2016 im Internet Archive)  Info: Der Archivlink wurde automatisch eingesetzt und noch nicht geprüft. Bitte prüfe Original- und Archivlink gemäß Anleitung und entferne dann diesen Hinweis. Mammalian Species 476, 1994.
6. ↑  Bruce D. Patterson, Ryan W. Norris: Towards a uniform nomenclature for ground squirrels: the status of the Holarctic chipmunks. Mammalia 80 (3), Mai 2016; S. 241–251 doi:10.1515/mammalia-2015-0004